# Frederik Fetterlein
Frederik Fetterlein (ur. 11 lipca 1970 w Rungsted) – duński tenisista, reprezentant w Pucharze Davisa, olimpijczyk z Barcelony (1992) i Atlanty (1996).

## Kariera tenisowa
Zawodowym tenisistą był w latach 1989–2003.
Startując w turniejach singlowych odniósł 2 triumfy w zawodach rangi ATP Challenger Tour. W deblu jest finalistą 1 turnieju z cyklu ATP World Tour.
Wielokrotnie reprezentował Danię w Pucharze Davisa. Łączny bilans Fetterleina w rozgrywkach to 16 zwycięstw i 18 porażek.
Fetterlein dwukrotnie wystartował na igrzyskach olimpijskich, w Barcelonie (1992) i Atlancie (1996). W Barcelonie zagrał w grze podwójnej odpadając w 1 rundzie wspólnie z Kennethem Carlsenem z kanadyjską parą Brian Gyetko–Sébastien Leblanc. W Atlancie Duńczyk wziął udział w turniejach gry pojedynczej i podwójnej. W singlu doszedł do 2 rundy eliminując Holendra Jacco Eltingha, a przegrywając ze Szwajcarem Markiem Rossetem. W konkurencji gry podwójnej partnerował Kennethowi Carlsenowi przegrywając pierwszy mecz z Ekwadorczykami Pablem Campaną i Nicolásem Lapenttim.
W rankingu gry pojedynczej najwyżej był na 75. miejscu (23 października 1995), a w klasyfikacji gry podwójnej na 273. pozycji (9 czerwca 1997).

### Finały w turniejach ATP World Tour
| Legenda                                      |
| -------------------------------------------- |
| Wielki Szlem                                 |
| Igrzyska olimpijskie                         |
| Tennis Masters Cup / ATP Finals              |
| ATP Masters Series / ATP Tour Masters 1000   |
| ATP International Series Gold / ATP Tour 500 |
| ATP International Series / ATP Tour 250      |

#### Gra podwójna (0–1)
| Końcowy wynik | Nr | Data          | Turniej   | Nawierzchnia    | Partner         | Przeciwnicy                    | Wynik finału |
| ------------- | -- | ------------- | --------- | --------------- | --------------- | ------------------------------ | ------------ |
| Finalista     | 1. | 16 marca 1997 | Kopenhaga | Dywanowa (hala) | Kenneth Carlsen | Andriej Olchowski Brett Steven | 4:6, 2:6     |